# Atanasio Pardo
Atanasio Pardo Vega (* 6. April 1900 in Santiago de Chile; † 30. Juli 1994 ebenda) war ein chilenischer Fußballspieler und -trainer. Der linke Außenstürmer gilt als erster chilenischer Spieler, der in Europa Fußball spielte. Als Trainer wurde er 1943 chilenischer Meister.

## Karriere
Atanasio Pardo spielte sowohl in der Jugend der Asociación Escolar als auch später beim Magallanes mit dem Gründer vom CSD Colo-Colo David Arellano zusammen. 1919 wechselte Pardo zu Ibérico Balompíe, das sich später in UD Española und dann in Unión Española umbenannte. Bis 1924 lief er für den Einwandererklub auf und wechselte dann in das Heimatland seiner Eltern. Dort lief er für die Amateurklubs Victoria FC, FC Málaga und Antequera CF auf. Zudem war er noch in Frankreich bei Saint-Denis und África Sport Club aktiv. In den 1930er Jahren beendete er seine aktive Laufbahn und pendelte zwischen Chile und Spanien.
Spielertrainer war er bereits von 1929 bis 1932 bei Antequera CF gewesen. 1938 übernahm Pardo Unión Española für zwei Jahre, jedoch zog sich das Team wegen des Spanischen Bürgerkrieges aus der Liga zurück. Nachdem Pardo 1941 wegen des Bürgerkrieges dauerhaft in Chile blieb, war er nochmal als Spielertrainer bei Lautaro de Buin und Tricolor Nacional aus Paine aktiv. 1943 kehrte er zu Unión Española zurück und gewann die erste Meisterschaft der Klubgeschichte.

## Erfolge

### Spieler
Ibérico Balompíe
- Asociación de Fútbol de Santiago: 1920

### Trainer
Unión Española
- Chilenischer Meister: 1943